# 市街化調整区域非賃貸建物問題
市街化調整区域非賃貸建物問題（しがいかちょうせいくいきひちんたいたてものもんだい）とは、市街化調整区域内の工場や倉庫など産業用の建物が、当初建築確認時より賃貸用に建設されていない場合、当該建物を賃貸できない問題のこと。
そもそも、なぜ市街化調整区域が必要かと言うと、国や地方公共団体、電気事業者や通信事業者やガス事業者、鉄道事業者やバス事業者など公共交通機関が、インフラを整備するために利用できるリソース（資金・資源・人材）が有限であるのは当然であり、国土を土地の所有者や事業者の意図によってバラバラと開発されてしまうと、山奥にポツンと一軒家を新築した人のためだけに道路や水道や電気などインフラを整備しなければならなくなってしまう。
現代の日本人が安全安心な暮らしをするためには、安定的に供給される電気や通信や上下水道はもちろん、米やパン、肉類や魚類、野菜類、塩などの食料品から、生命活動を維持するために必要なビタミンやミネラルなどの栄養素を摂取する必要があり、それらはある程度の経済規模を要する人口がなければ安定的な供給が不可能である。
そのため、各都道府県は都市計画区域内に市街化区域と市街化調整区域を設けている。
市街化調整区域内では、原則、建物の建築が禁止されており、一部例外として市街化調整区域内で農業や漁業に従事している人の居住用住宅や、農業や漁業に必要な倉庫（農機具や漁具を保管するためのもの）、公民館や変電所など公益施設のみ建築が許されている。
市街化調整区域内の建築物は、当然ながら所有者による自己利用のみが認められ、非自己用として他人が使用することは許されない。
しかしながら、工場建物や倉庫建物の多い農村地域の廃墟化に影響を与えているとする者もいる。人口減少防止や過疎化防止のためにも、放置して廃墟化するよりは施設を賃貸したいという意見もある。しかし「貸倉庫が人口増加にはつながらない。貸倉庫群は廃墟のようである」と、賃貸に否定的な意見もある。なお農村地域であっても、農業従事者の住居や賃貸目的で建築確認された建築物は賃貸可能な市町村もある。